# یواس‌اس تاود (۱۹۱۴)
یواس‌اس تاود (۱۹۱۴) (به انگلیسی: USS Toad (1914)) یک کشتی بود که طول آن ۲۶ فوت ۰ اینچ (۷٫۹۲ متر) بود. این کشتی در سال ۱۹۱۴ ساخته شد.